# Philippe Joulia
Philippe Joulia est un réalisateur français né en 1931.

## Filmographie

### Court métrage
- 1961 : Sainte-Blaise des Simples

### Long métrage
- 1966 : Six chevaux bleus[2]

### Télévision
- 1976 : Comme du bon pain
- 1972 : La Trêve
- 1970 : Légion

### Assistant réalisateur
- 1962 : Rue du Havre de Jean-Jacques Vierne
- 1966 : Corsaires et Flibustiers, série en 13 épisodes en 5 parties de Claude Barma